# Anauxesis singularis
Anauxesis singularis là một loài bọ cánh cứng trong họ Cerambycidae.